# Corinne Terrine
Corinne Terrine, née le 3 juin 1969, est une karatéka française, spécialiste du kumite féminin des moins de 53 kg.

## Carrière
En 1997, elle est médaillée de bronze en Open aux Championnats d'Europe. Aux Championnats d'Europe de karaté 1999, elle décroche la médaille d'argent en individuel. Aux Championnats d'Europe de karaté 2000, elle remporte la médaille de bronze individuelle et la médaille d'or par équipes. Elle est aussi championne de France des moins de 53 kg en 1991 et Open en 1997.